# Saquisilí (kanton)

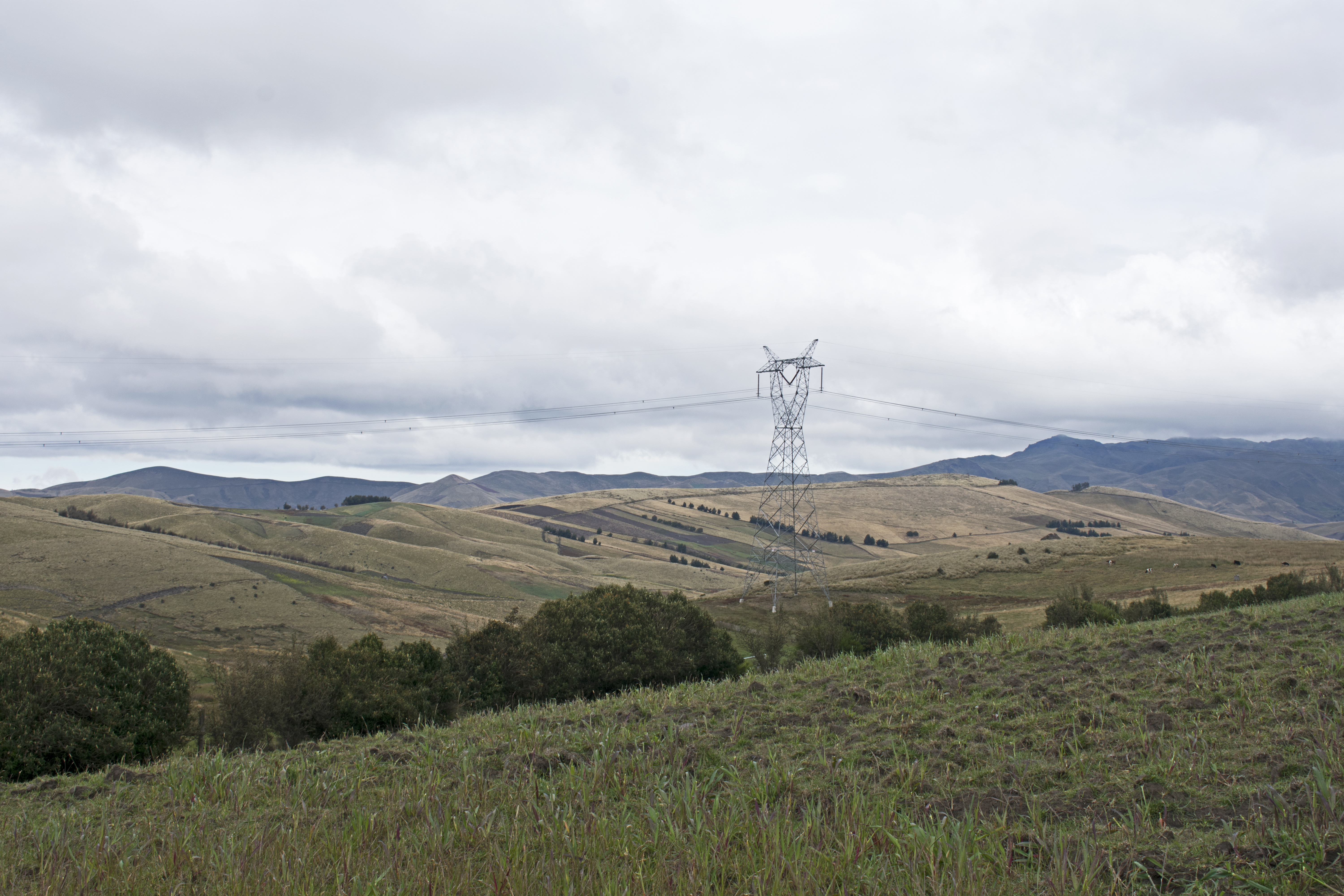
Heuvels noord-oost van Milinpunku

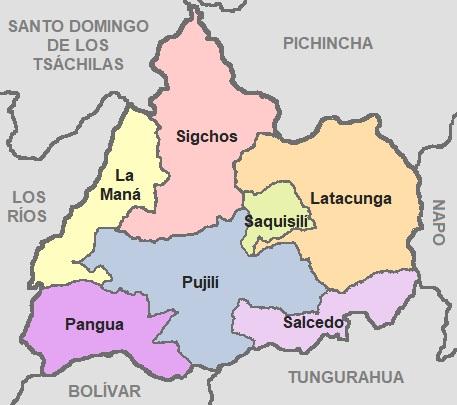
Kantons van de provincie Cotopaxi

Saquisilí is een kanton in de provincie Cotopaxi in Ecuador. Het kanton telde 20.815 inwoners in 2001. Hiervan woonden 5234 inwoners in stedelijk gebied.
Hoofdplaats van het kanton is de gelijknamige parochie (parroquia).

## Indeling van het kanton
Het kanton bestaat uit de volgende parochies:
- Cochapamba
- Canchagua
- Chantilín
- Saquisilí (hoofdplaats)